# Mustela nivalis
La donnola (Mustela nivalis Linnaeus, 1758) è un mammifero della famiglia dei Mustelidi lungo circa 30 centimetri, di cui 4 centimetri di coda.
Ha il corpo snello ricoperto da un pelame soffice di colore fulvo sul dorso e grigio bianco sul ventre. Ha zampe corte, unghie aguzze e orecchie larghe. Sono segnalati casi di donnole appartenenti a popolazioni montane, che durante l'inverno cambiano pelo assumendo una colorazione completamente o parzialmente bianca come l'ermellino.

## Etimologia
Donnola deriva dal latino tardo dominula "signorina", diminutivo di domina, "signora", evidentemente dopo sincope in domnula. La denominazione eufemistica iniziò a essere utilizzata in riferimento a un essere mitologico chiamato dagli antichi "l'Atanos" in quanto considerato «portatore di malattie per gli esseri umani e per gli animali che vivono con l'uomo». Proprio perché era temuto, si preferiva chiamarlo non con il suo nome (CID) ma con un vezzeggiativo con funzione apotropaica, credendo cioè di poterselo ingraziare e di riuscire così a tenerlo lontano da sé e dal proprio bestiame.

## Distribuzione
È diffusa in tutta Europa, in Asia, America del Nord e Africa. In Italia, secondo alcune fonti, sarebbero presenti tre sottospecie simpatriche: la Mustela nivalis nivalis (Linnaeus, 1776), la Mustela nivalis boccamela (Bechstein, 1800), e la Mustela nivalis vulgaris (Erxleben, 1777). Tale suddivisione è incerta e si ritiene che in realtà tutte le popolazioni farebbero parte della sottospecie M. n. vulgaris. Altre fonti distinguono la sottospecie Mustela nivalis minuta, continentale, dalla Mustela nivalis boccamela, mediterranea, presente nell'Italia meridionale e centrale e nelle isole. Quest'ultima si differenzierebbe per la taglia maggiore e per il mantello più chiaro.

## Descrizione morfologica

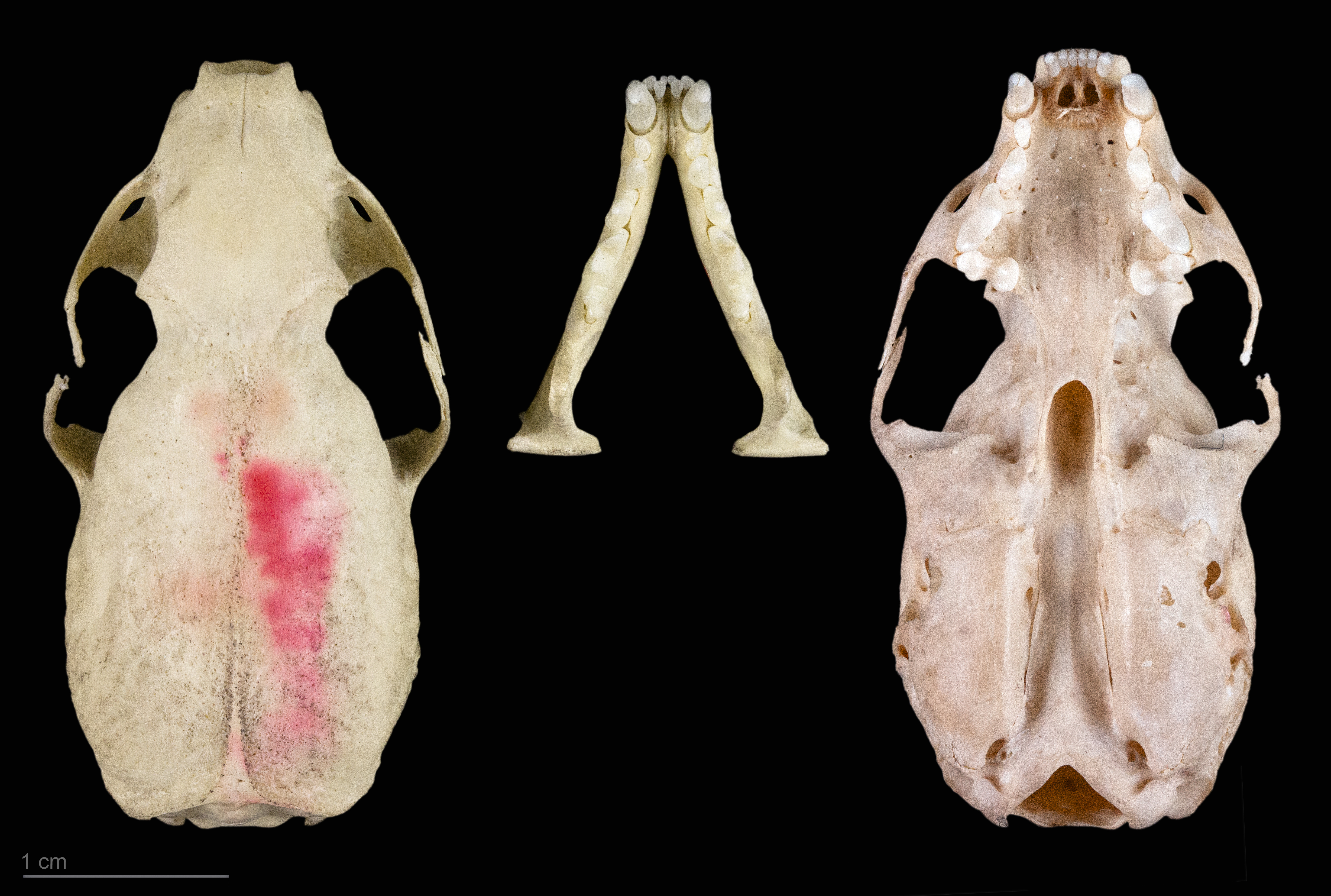
Cranio di Mustela nivalis - Museo di Tolosa

La donnola è un mustelide di taglia piccola (solitamente inferiore a quella dell'ermellino) che presenta un corpo allungato e cilindrico con gambe corte; la coda è generalmente più corta e con il pennello terminale meno folto rispetto a quella dell'ermellino.
Il dimorfismo sessuale è accentuato dal punto di vista delle dimensioni con la femmina che risulta essere più piccola e leggera del maschio.
La pelliccia è soffice e presenta peli di giarra lunghi meno di 9mm e le suole delle zampe sono ricoperte da pelliccia nel periodo invernale e nude nel periodo estivo.

## Ecologia ed etologia
L'areale della donnola si estende dal livello del mare fino a oltre 2 000 metri. Frequenta spesso aree coltivate e abbandonate con presenza di vegetazione rada ma non disdegna anche boschi, cespugli e zone rocciose.
La densità della donnola ha una grande variabilità da zona a zona ed è legata principalmente alla densità di roditori i quali rappresentano il 60% delle sue prede (la restante parte è costituita da giovani di coniglio selvatico e da uccelli).
Conduce una vita attiva sia di giorno sia di notte preferendo però l'orario del tramonto. I maschi vivono separati dalle femmine eccetto che nel periodo degli accoppiamenti; avvenuto l'accoppiamento, l'impianto e lo sviluppo dello zigote è diretto con una gestazione di 34-37 giorni. Vengono spesso riadattate tane di piccoli roditori con l'apporto di erba foglie e imbottite con il pelo delle prede catturate La femmina prima della nascita dei piccoli fa scorte di cibo che mette nella tana.
La femmina dà alla luce da 3 a 7 figli per volta, eccezionalmente anche 10.
La prima nascita può avvenire nel mese di aprile e, se le condizioni trofiche lo consentono, la femmina entra nuovamente in estro alla fine di maggio (dopo aver finito lo svezzamento della prima cucciolata). Alla nascita i piccoli sono completamente ciechi e nudi e il peso si aggira intorno ai 2 grammi, la pelliccia completa inizia a comparire a circa 21 giorni. L'apertura degli occhi avviene al 28º giorno e iniziano a nutrirsi di carne quando hanno 4-7 settimane mantenendo comunque l'allattamento fino alle 12 settimane.
La maturità sessuale viene raggiunta a 4 mesi, in questo periodo i giovani (sia maschi sia femmine) iniziano a cercarsi un territorio.
La durata massima della vita in cattività raggiunge i 10 anni mentre l'età massima che riesce a raggiungere in natura è di 3 anni.

## Riconoscimento in natura
L'andatura normale della donnola è a balzi rilasciando così le impronte posteriori davanti alle anteriori.
Gli escrementi (lunghi 3–4 cm e larghi 1) sono facilmente confondibili con quelli dell'ermellino e vengono deposti bene in vista in zone di passaggio.

## Mitologia
Si racconta che la donnola potesse uccidere il basilisco, animale leggendario talora rappresentato anche col biscione nei vessilli. Tale capacità viene sostenuta anche da Brunetto Latini nel Tesoro.